# 喰人王
『喰人王』（しょくにんおう）は、D.IKUSHIMA（生島 大）らによって制作され2000年7月にフリーウェアとして公開されたタイピングゲーム。最新版は2007年9月3日更新のver.1.34となっている。

## 概要
（出典：）
プレイヤーキャラクターが早食い・大食い競技の頂点である「喰人王」を目指し、料理店のシェフ達に挑戦するという設定のゲームである。プレイヤーはまず挑戦するステージとなる料理店を選択する。
ゲームが開始されると、ローマ字と併記された課題となる文字列が料理を盛った大皿とともに表示される。正しい文字を入力すると、皿の上に歯が現れて料理を食べる。ただし料理一皿ごとに制限時間が存在し、料理がすべてなくなる前に残り時間のゲージがなくなってしまうと、シェフの「鉄槌」によってダメージを受け体力ゲージが減少する。10皿目の料理が終わった時点で体力ゲージが残っていればステージクリアとなる。
本作には「喰数」というポイントが存在する。正しい文字を入力すると喰数は増えるが、誤った文字を入力してしまうと減少が始まり、正しい文字を入力すると減少が止まる。そして喰数が100喰以上溜まると「喰人技」を発動でき、喰数を消費する代わりに皿の料理が自動的に減ってゆく効果がある。
ステージクリア時には、喰数・残り時間・総タイプ数・ミスタイプ数のほか、得点である「喰いっぷり」が表示される。喰数も喰いっぷりに反映されるため、喰人技を発動せずにクリアした方が高得点となる。タイトル画面から、各ステージのランキングである「喰人番付」を見ることができる。

## 制作背景
作者であるD.IKUSHIMAは、神戸電子専門学校において講師を務めている。制作の動機については「生徒たちのサンプルや手本となる作品」を作りたかったとしており、また「最近、ゲーム作りをしていなかった」ため「久々に創作意欲がわいた」とも述べている。
制作にあたっては「演出や画面のレイアウト」に凝ったとしており、「飽きさせない要素や目を引く演出など、 さまざまなアイデアを仲間と話し合って練り込」んだと述べている。D.IKUSHIMAとともに企画や演出などに携わったGは同じ専門学校の講師であり、グラフィックを担当した3人はいずれもD.IKUSHIMAの教え子である。また「なるべくスペックの低いパソコンでも気持ちよく遊べるようにプログラムを工夫」したとも述べている。
反省点として、制作の際に最初に作られたローマ字入力の設定画面のみ他の場面と雰囲気が統一されておらず、違和感があることをあげており「ゲーム開発に慣れていなかった経験がここに出ている」としている。また残り時間のゲージが画面の右下の端に表示されるため、画面の中央から視線を動かさないと残り時間を確認できないこともあげており、苦肉の策として「残り時間わずか」の警告が中央に表示されるようにしたと述べている。

## 評価
ベクターソフトニュースでは、「コミカルな演出で、楽しみながらタイピングの練習も行える」作品として紹介されており、「喰数」のシステムによって「ゲーム的な要素を取り入れている点もポイント」と評されている。
ふりーむ!のレビュー記事では、「大量の入れ歯が、ワラワラと料理に群がり食い尽くす様は、爽快」と評されており、また「料理人が細々とコメントを発しているので、ふとした時に目を向けてみるのも面白い」とされている。
『遊べるゲーム フリー＆シェアソフト厳選160』（成美堂出版）では、「編集部が選ぶ! インパクトのあるゲームソフトBEST10」の10位として紹介されている。「無数の『歯』で料理を食べるコミカルなタイピングゲーム」であり、「『歯』の動きが実に豪快」と評されている。
『無料最新Windowsゲーム200+』（笠倉出版社）では、「かゆい所にも手が届いているバランスの良いゲーム」であり「設定がなかなか面白い」と評されている。ステージクリア時にプレイヤーのタイピングに対するリストが表示され、弱点が把握できる点についても評価されており、また「ドット自体はぱっと見シンプル」だが「飾りっ気」が少ないためプレイしやすいとも評されている。